# Porpliszcze (gmina)
Porpliszcze (pocz. Perpliszcze) – dawna gmina wiejska istniejąca do 1945 roku w woj. nowogródzkim/Ziemi Wileńskiej/woj. wileńskim w Polsce. Siedzibą gminy były Porpliszcze (395 mieszk. w 1921 roku).
Początkowo gmina należała do powiatu wilejskiego. 7 listopada 1920 r. została przyłączona do nowo utworzonego powiatu duniłowickiego pod Zarządem Terenów Przyfrontowych i Etapowych. 19 lutego 1921 r. wraz z całym powiatem weszła w skład nowo utworzonego województwa nowogródzkiego. 13 kwietnia 1922 roku gmina wraz z całym powiatem duniłowickim została przyłączona do Ziemi Wileńskiej, przekształconej 20 stycznia 1926 roku w województwo wileńskie. 1 stycznia 1926 roku gminę wyłączono z powiatu duniłowickiego (który jednocześnie zmienił nazwę na powiat postawski) i przyłączono do powiatu dziśnieńskiego w tymże województwie. 
11 kwietnia 1929 roku do gminy Porpliszcze przyłączono części obszaru gmin Dokszyce, Głębokie i Parafjanowo, natomiast fragmenty gminy Porpliszcze włączono do tychże.
Po wojnie obszar gminy Porpliszcze został odłączony od Polski i włączony do Białoruskiej SRR. 

## Demografia
Według Powszechnego Spisu Ludności z 1921 roku gminę zamieszkiwało 6 036 osób, 2 251 było wyznania rzymskokatolickiego, 3 720 prawosławnego, 9 ewangelickiego, 37 mojżeszowego, 19 mahometańskiego. Jednocześnie 2 728 mieszkańców zadeklarowało polską przynależność narodową, 3 290 białoruską, 5 żydowską, 4 rosyjską, 8 litewską, 1 estońską. Było tu 1 026 budynków mieszkalnych.